# Pepe Carrol
José Arsenio Franco Larraz, más conocido por su nombre artístico Pepe Carrol (Calatayud, 19 de septiembre de 1957-Zaragoza, 5 de enero de 2004), fue un mago y presentador de televisión español.

## Trayectoria
Realizó estudios de Ingeniería de Caminos, aunque no finalizó la carrera al decidir dedicarse profesionalmente al ilusionismo. Inició su aprendizaje como mago en la Asociación Mágica Aragonesa (A.M.A). Se inició como manipulador y más tarde se centraría en la magia de cerca y salón con juegos de manos y con baraja de cartas, siguiendo la filosofía estructuralista de la Escuela Mágica de Madrid junto con otros ilusionistas como Juan Tamariz, Camilo Vázquez, Juan Antón, Arturo de Ascanio, Doctor Varela, entre otros. Su nombre artístico está tomado del seudónimo del escritor británico Lewis Carroll, autor de Alicia en el país de las maravillas.
A Carrol se le empezó a conocer a mediados de la década de 1990, cuando inició su carrera televisiva en programas como Un, dos, tres... responda otra vez. Luego apareció, en Antena 3, donde presentó los programas Genio y figura y A quién se le ocurre y colaboró con Concha Velasco en Encantada de la vida y Sorpresa ¡Sorpresa!. En Telecinco, trabajó en dos programas, Aquí no hay quien duerma y Vaya nochecita, siempre con la fórmula que anteriormente le había proporcionado el éxito: magia, humor y personajes en el escenario. Participó en los programas de Juan Tamariz Magia Potagia (1987) y Luna de Verano (1990), además de pequeñas apariciones en Por Arte de Magia en 1982.
A pesar de que en sus últimos años ya no aparecía en pantalla siguió trabajando en teatros y salas de fiestas. Obtuvo varios premios nacionales e internacionales de magia, y escribió dos libros sobre la materia, Cincuenta y dos amantes, vol.1 y 2, así como varios artículos en la Escuela Mágica de Madrid, y actuó, entre otros sitios, en Las Vegas, Europa e Hispanoamérica.
Afectado por la muerte de su madre y de su pareja, Laura, la salud de Carrol se fue debilitando hasta fallecer el 5 de enero de 2004, víctima de un infarto de miocardio.

## Obra

### Libros de magia
- 1988 - Cincuenta y dos amantes. ISBN 9788486861049.[10]
- 2004 - 52 amantes a través del espejo. ISBN 9788489749375.[11]

## Premios
- 1980 - Premio Frakson.
- 1980 - Primer premio en la categoría de Cartomagia en el Concurso del X Congreso Mágico Nacional celebrado en Tenerife.
- 1981 - Segundo premio en la categoría de Cartomagia en el Concurso del XI Congreso Mágico Nacional celebrado en Santander.
- 1982 - Segundo premio en la categoría de Cartomagia del XV Campeonato Mundial de Magia de la FISM celebrado en Lausana (Suiza).
- 1988 - Primer premio en la categoría de Cartomagia del XVII Campeonato Mundial de Magia de la FISM celebrado en La Haya (Holanda).
- 1991 - Premio Ascanio (García Cabrerizo).
- 1994 - Premio TP de Oro al Mejor Presentador por Genio y Figura.

## Reconocimientos
En 2020, se estrenó el documental Carrol, un mago en conflicto, bajo la dirección del ilusionista Carlos Devanti, basado en un artículo de Ramón Mayrata, con la colaboración de la Academia de Magos Artesanos y en el que aparecen relatos de compañeros y amigos del mundo de la magia.